# 黑白鼓
黑白鼓（原名：英語：；波斯語：‎）是一部2016年伊朗故事片，由伊朗獨立導演柯萬·卡里米編劇並執導。電影講述一名德黑蘭律師的故事，採用黑白畫面攝影。卡里米根據阿里·莫拉德·法達伊·尼婭的同名書編寫劇本。
黑白鼓在第73屆威尼斯影展的影評人週競賽單元錄取，並與該單位的其他7部電影角逐2016年威尼斯电影节金獅獎。

## 劇情摘要
一個中年律師住在破舊的公寓裡獨自工作。一個寒冷的雨天，讓一個衣衫不整的男人闖進來，還託付了一個小包裹。第二天，律師的公寓就被洗劫一空，他必須抵制威脅才能交出包裹。